# Nagyváradi görögkatolikus egyházmegye
A Nagyváradi Görögkatolikus Egyházmegye (románul: Episcopia Greco-Catolică de Oradea) a romániai katolikus egyház egyik egyházmegyéje. A 17. század végétől a bihari románság körében megindult térítés hatására görög rítusú plébániák jöttek létre, majd esperesség, főesperesség és rítusvikariátus létesült, a váradi latin rítusú egyházmegye támogatásával. Az önálló görögkatolikus püspökség 1778-ban jött létre, és anyagi alapjait uralkodói szándékból a latin rítusú püspökségtől átvett belényesi uradalom biztosította.

## Terület

### Szomszédos egyházmegyék
- Hajdúdorogi főegyházmegye (északnyugat)
- Nyíregyházi egyházmegye (észak)
- Máramarosi görögkatolikus egyházmegye (északkelet)
- Kolozsvár-Szamosújvári görögkatolikus egyházmegye (kelet)
- Lugosi görögkatolikus egyházmegye (dél)
- Szeged-Csanádi egyházmegye

## Történelem

### Előzmények

#### A váradi (latin rítusú) egyházmegye újjászervezése
A váradi egyházmegye és maga a püspöki székhely, Nagyvárad is török megszállás alatt állt még, mikor a császár Benkovich Ágoston pálos szerzetesnek (Nyitraapáti, 1632 – Nagyvárad, 1702. október 28.) adományozta a leleszi prépostságot. Benkovich megyés püspöki kinevezését a görögkatolikusok is úgy tekintették, mint érdemeinek elismerését és ügyeik kezelésének magasabb szintre emelését. Branich György vallomásában utal arra, hogy tudomása szerint Benkovich az esztergomi érsek megbízásából tevékenykedett a görögkatolikusok között. Egy 1732-ben kiadott pálos rendtörténeti műben a szerző, Pongrátz Ignác azt állítja, hogy az egri püspök kinevezett rítus-vikáriusaként működött. Pongrátz feltételezését többen is átvették, bár annak igazságtartalma megkérdőjelezhető. Benkovich mindenképpen nagy tekintélynek örvendő személyiség volt, akihez a görögkatolikusok bizalommal fordulhattak.
Amikor az egyházmegye északi területei 1686-ban, maga Nagyvárad pedig 1692-ben a császári csapatok fennhatósága alá került, a püspöknek az újjászervezést gyakorlatilag a nulláról kellett elkezdenie. Nem csak papjai és templomai nem voltak, de hívei sem.

#### Betelepítések és az unió szorgalmazása
Az emberhiány az ország minden táján csak szervezett betelepítésekkel volt orvosolható. A szervezett telepítések egy 1689-ben kiadott császári rendelet alapján kezdődtek. A telepítések célja egyértelműen gazdasági volt, nem feltételezhető semmilyen népességpolitikai indíték. A telepítés azonban nem csak gazdasági, hanem egyben lelkipásztori feladat is volt a főpásztor számára, mivel számottevő szabadon mozgatható néptömeget az ortodox vallású románság körében lehetett találni. Betelepítésük, mely jelentősen megváltoztatta a vármegye nemzetiségi arányait, Benkovich idejében kezdődött el, és a 18. század első évtizedeiben gyorsult fel. Az 1692. évi összeírás alapján Mezősi 10% körülire teszi a román nemzetiségűek arányát, és megjegyzi, hogy az összeírásban a román lakosság egyházszervezetére utaló jelek nem fedezhetőek fel. 1715 és 1720 között a magyar háztartások száma megduplázódott, míg a románoké megötszöröződött. Egy 1773-ban készült összeírás Bihar vármegyében 130 magyar település mellett már 330 román helységet számlál.
Bársony István szerint a román telepesek betelepítése az 1700-as évek elejére már hosszú múltra tekinthetett vissza, s ha maga a folyamat – megfelelő konkrét források hiányában – nehezen is ragadható meg, a tények önmagukért beszélnek: az újabb és újabb falvak lakóinak többsége lett román.
Az egyházmegye újjászervezésében tehát Benkovichnak az volt az elsődleges feladata, hogy a megmaradt kevés számú katolikus mellé az unió terjesztésével újabbakat szerezzen. Ehhez gyakorlott munkatársakra volt szüksége, ezért a missziószervezésben járatos szerzetesrendekhez fordult segítségért. 1698-ban a pálosoktól kért papokat. Erről Nádasi László pálos missziófőnök számol be a Propaganda Kongregációnak írt levelében. 1699-ben alapítványt tett a jezsuiták váradi megtelepítésének előmozdítására, 1701-ben pedig ferenceseket hívott püspöki székhelyére.
Ő maga a korábban már többször tanúsított figyelmességgel kezelte a görögkatolikus papság ügyeit. 1694-ben legközelebbi munkatársának, Farkas István helynöknek ezt írta: „az oláh papságot protegálja kegyelmed, paraszti dologra ne űzessenek”. Az unió terén eredményeit viszont inkább a későbbi korokból származó forrásokból lehet felmérni. 1711-ben Kébell Mihály akkori vikárius arról számol be Csáky Imre püspöknek, hogy a Benkovich idejében unióra lépett román papok egy része elpártolt a katolikus egyháztól. Farkas István helynökről megjegyzi, hogy az egyesült papságra is felügyelt, nekik kelyheket és egyéb egyházi felszereléseket adományozott. Egy 1729 előtt írt beszámoló arról ír, hogy az egyesült papság másik része viszont rendszeresen megjelent Váradon, az Úrnapi körmeneten: egy pap a keresztet vitte, egy másik pedig minden évben felváltva görögül, rácul és románul a negyedik evangéliumot énekelte.
Egyes források szerint fontos szerepet játszott az egyesült papság jogait biztosító császári rendelet megszületésében. 1699-ben elérte, hogy a császár felmentse az egyesült papságot a katonai beszállásolás terhe alól. Az ugyanezekben az években, Erdélyben létrejövő unió szervezésében nem találkozunk Benkovich nevével, bár Gánóczy szerint ő is tevékenyen részt vett benne. A fennmaradt iratokban neve mindenesetre nem szerepel. Benkovich főispánként konfliktusba keveredett az erdélyi rendekkel, talán ez magyarázza távolmaradását az erdélyi egyházi ügyektől. Gondja volt arra is, hogy az unió ügyét előmozdító teológiai írások megjelenhessenek, ezért nem sokkal halála előtt lefordíttatta és kiadatta régi barátjának és munkatársának, Szentivánnyi Mártonnak egyik művét.
Benkovich saját egyházmegyéje számára kívánta megnyerni a románokat, ezért minden bizonnyal meglepte az uralkodónak az a rendelete, mellyel az erdélyi egyesült püspök joghatóságát kiterjesztette minden román nemzetiségű hívére, akkor is, ha azok Erdély határain kívül élnek. Erről maga Atanáz erdélyi püspök értesítette Demeter várad-rácvárosi főesperest 1701 nyarán. Nem sejthette, hogy részben az ő munkája eredményeként, melyet az unió mellett elkötelezetten végzett, néhány évtized múlva az egyházmegyéjében élő görögkatolikusok a teljes önállósulás útjára léphetnek. Ő azonban ennek a folyamatnak csak az első állomásait figyelhette meg. 1702. október 28-án, szentség hírében halt meg Nagyváradon. A sátoraljaújhelyi pálos templomban temették el Csepellényi György mellé.

#### Az első görög szertartású segédpüspökök
Abban a kálvinista közegben, amely Bihar vármegyét is jellemezte, a vármegye románjai 1700-ban jónak látták, hogy visszatérnek a római katolikus egyházba, 1737–ben pedig kifejezték óhajukat, hogy a Gyulafehérvár-Fogarasi Érsekség fennhatósága alá kívánnak tartozni.
A Bihar vármegyei oláhok kezdeményezte vallási lázongásokat és elégedetlenségek megfékezésére az aradi püspökkel szemben egy ugyanolyan rangú görögkatolikus püspök kinevezése volt célravezető. Ilyen körülmények között 1738 tavaszán érkezett Nagyváradra a volt fogarasi esperes-parókus, Hatas Vazul, akit a balázsfalvi Inocențiu püspök küldött, Csáky Miklós kérésére. Csáky, miután meggyőződött annak személyes képességeiről valamint látta, hogy az új esperes is megismerte a vidék problémáit, püspöki széket szánt neki, azonban Hatas hirtelen meghalt. Így felborultak Csáky Imre és Forgách Pál püspökök vele és a görögkatolikus eparhiával kapcsolatos tervei.
Forgách Pál 1748. február 22-i nagyváradi latin szertartású püspöki kinevezése után azonnal kérte Rómában Kovács Meletius segédpüspök-rítusvikáriussá való kinevezését az egyházmegyéjében élő görögkatolikusok számára. Kovácsot 1748. december 15-én Máriapócson püspökké szentelték, nagyváradi beiktatására pedig már december 18-án sor került; gyors felszentelése a kortársakat is meglepte. Többször felkereste a bécsi udvart, és tudomására hozta, hogy az unió terjedésének legfőbb akadálya, hogy a nagyváradi latin szertartású katolikus püspök fennhatósága alá tartoznak és nincs saját megyés püspökük. Báró Patachich Ádám (1759-1776) nagyváradi latin szertartású katolikus püspök ennek felállítása ellen tiltakozott. Kovács Meletius szorgalmazta román iskolák alapítását is. Levélben ismertette álláspontját a Mária Terézia által 1773-ban összehívott szinódussal, melyre a keleti szertartású katolikus püspököket hívták meg.

### Az önálló egyházmegye létrejötte Mária Terézia alatt
Mária Terézia uralkodásának második szakaszában a magyarországi egyház szervezetében átfogó rendezésre került sor. Új római katolikus és ortodox püspökségek kerültek felállításra, illetve elismerésük történt meg. Sürgőssé vált az istentiszteleti rendjét és egyházfegyelmét tekintve kelethez tartozó, de dogma kötelékével a nyugati egyházhoz kapcsolódó görögkatolikus egyház bonyolult helyzetének megoldása. A király által kinevezett Rómával egyesült püspökök valójában csak a helyi latin ordinárius rítusvikáriusaként működhettek, noha az unió előfeltételeként szabadon választott önálló püspökről volt szó. A függetlenség hiánya vagy a latin asszimilációhoz, vagy az ortodoxiába való visszatéréshez vezetett, valamint a kegyúri, püspöki – kinevezési harc Róma és Bécs között kezdett kiéleződni.
1771-ben a munkácsi görögkatolikus püspökség erigálásával precedenst teremtett, hogy a bécsi udvar az illetékes latin püspökök tiltakozására és Róma hallgató politikája ellenére keresztülvitte akaratát. Ez jelzésül szolgált a Bihar vármegyében élő görögkatolikusok helyzetének rendezéséhez. Az események 1775 tavaszára felgyorsultak, és május 30-án a királynő értesítette a magyar kancelláriát, hogy elindította a nagyváradi egyházmegyében a görögkatolikus püspökség felállítását.
Az uralkodó november 4-én utasította a magyar kancelláriát, hogy hozzon határozatot a püspökség felállítása ügyében. Két napon belül összeült a magyar királyi udvari kancellária e célra megalakult bizottsága Esterházy Ferenc kancellár vezetésével, az ügy referense pedig az állam korszerűsítésének lelkes híveként ismert Ürményi József volt. A bizottság döntött az újonnan felállítandó püspökség évi 10 000 Ft-os támogatásáról, valamint az új püspök, Moise Dragoș (magyarul: Drágossy Mózes) személyéről, akit az esztergomi érsekség szufragénusai közé rendelt. A királynő jóváhagyta a gyűlés jegyzőkönyvét /placet in totum/ és elrendelte az összes érintett értesítését a határozatokról. 1775 végére a legapróbb részletekig készen állt a kidolgozott terv.
A királynő a latin püspökök heves tiltakozása ellenére 1776. július 26-án folyamodványban fordult VI. Piusz pápához a körösi és váradi püspökség ügyében, hangsúlyozva, hogy az unió javát szolgálná a függetlenítés és előmozdítaná a békét és a katolikus vallás gyarapodását. Kiemelte, hogy szándéka végleges, a kegyúri jog alapján elhatározta a püspökségek felállítását, és a pápától megkéri a megerősítést. Az uralkodó szándékát Albani bíboros segítette, aki az 1776. augusztus 31-én tartott audiencián előadta a pápának a királynő kérését. A pápa készségesnek mutatkozott, és egyben tudósította megbízóját, hogy az ügy a nyári szabadságolások után rögtön tárgyalva lesz.
1776. november 12-én ült össze Pallavicini bíboros államtitkár elnökletével a Congregatio Consistorialis, melynek egyik témája a nagyváradi görögkatolikus egyházmegye felállítása volt. Végül a szavazáskor a két latin (a székesfehérvári és szombathelyi) egyházmegye felállítását támogatták, a görög ügyét későbbre halasztották el. A jelenlevő Albani bíboros a kudarc okaként két dolgot emelt ki. Az első: a pápa elődei példáját akarta követni, akik a görög ügyeket csak hosszas megfontolás után intézték, a másik: a görögök „kevésbé jó hite” és kiszámíthatatlansága. Ezek szellemében küldte el a pápa döntését a királynőnek november 30-án. Indoklásként a legfőbb érv a görögkatolikusokkal szemben táplált teljes bizalmatlanság volt. Egyértelműen kiderült, hogy ha a királynő nem szorgalmazta volna ebben az időszakban az egyesült keleti keresztények ügyét, akkor Róma teljesen szükségtelennek vélte volna a görögkatolikusok önálló egyházszervezetének létrehozását.
A levelet Pallavicini államtitkár kísérő szavaival Garampi bécsi apostoli nuncius nyújtotta át 1776. december 28-án a királynőnek. A bécsi udvar nem törődött bele a döntés elodázásába. A királynő utasítására Kaunitz herceg államkancellár kapta azt a feladatot, hogy gondolkodjon olyan megfelelő válasz küldésén, amely teljesen meggyőzi a pápát az új görögkatolikus püspökségek felállításának szükségessége felől és egyben veszélytelenségéről. Kaunitz 1777. február 3-án feljegyzést küldött a magyar kancelláriához, hogy tegye meg javaslatait a pápának küldendő választ illetően. A kancellária február 10-én tette meg észrevételeit, tíz nappal később pedig már maga az államkancellár ismertette az elkészült Pro Memoria-t az uralkodóval.
A bevezetőben leszögezte: a püspökségek felállítását sürgető korábbi érveket nem ismétli meg, mert ezek, bár továbbra is érvényesek, már ismertek. Ugyanakkor kidomborította, hogy a vegyes rítusú országok egyháztörténelme azt mutatja, hogy a latinoktól való függés csak fegyver a nem egyesült keletiek kezében, mondván, az unió a görög egyház fegyelme elpusztításának és a latin klérus igája alá vonásának eszköze. Róma félelmének meg kell szűnnie az alábbi megfontolások hatására:
1. Olyan országról van szó, ahol az államvallás és az uralkodó vallása katolikus, s a király saját vallását igyekszik megőrizni és terjeszteni.
2. A király országában a kegyúri jog révén az uralkodót illeti meg a püspökök kinevezési joga, tehát csak az Egyházhoz hűséges, megbízható ember lehet püspök.
3. Ugyanaz érvényes a kanonokok és az archimandriták viszonylatában is.
4. A görög rítusú püspökök feje metropolitai minőségben az ország prímása, az esztergomi érsek, az ő kötelessége őrködni a Szent Unió java, valamint a püspökök személye felett.
5. A papképzés legalább részben legyen közös a két rítus között, eloszlatva egyrészt az előítéleteket, ugyanakkor elősegítve az elérendő célt.
6. A bizonytalanságot kiküszöbölendő kerüljön be a két püspök kinevező bullájába az évenkénti hitvallás letételének kötelezettsége.

Jól látszik, hogy Kaunitz herceg e javaslata azon túlmenően, hogy minden módon igyekszik garanciát vállalni a görögkatolikusokért, magán hordozza a jozefinista egyházkép jellegzetességeit. Az uralkodó teljes kontrollt gyakorol az egyházi vezetés felett, ő a vallás legfőbb védnöke (közvetlen szint) s az általa kinevezett emberek ellenőrzik az alsóbb rétegeket (közvetett irányítás). Az egységes nevelés elve szintén nem idegen a koncepciótól.
Értesülve az udvar álláspontjáról Garampi nuncius, a kiváló diplomata 1777. február 27-én levelet intézett Pallavicini államtitkárhoz azt tanácsolva, hogy engedni kell a királynő kérésének politikai és lelki okokból is. Politikailag azért, mert a királynő nyilvánosan a nemzet előtt kihirdette döntését, kinevezte az új püspököket, bevezette javadalmukba és így súlyos presztízsveszteség nélkül nem várható el, hogy visszalépjen döntésétől. Lelkileg azért, mert az egyesültek büszkék új megtiszteltetésükre és meg vannak elégedve. A megnyugtató megoldás érdekében viszont javasolta az évenkénti nyilvános hitvallás letételének kötelezettségét.
Ezen kötelezettség ügye újabb vihart kavart, mert a görög püspökök 1777. február 22-én Mária Teréziához folyamodtak kijelentve, hogy az évenkénti nyilvános hitvallás letételének kötelezettsége súlyos megaláztatás lenne számukra, hiszen ők naponta elmondják a katolikus hitvallást egységben a Római Egyházzal és ezt életük végéig meg fogják tenni, de a hiszekegy fenti formában való megkövetelése valójában azt jelentené, hogy a pápa kételkedik egyesülési szándékuk őszinteségében, vagy pedig kételyei vannak a katolikus hitben való állhatatosságukban. Az egység szempontjából különösen káros és hátrányos volna, ha Róma ezen aggályai napvilágra kerülnének, mert a papok és a hívek felháborodnának és elfordulnának az uniótól és a katolikus egyháztól. Ezt még csak fokozhatja az, hogy más egyesült püspököknek Galíciában, Litvániában és Ázsiában soha nem szabtak ki ilyen kötelezettséget. A királynő 1777. március 20-án a pápához intézett levelében kiállt a görögök kérése mellett, kérve VI. Piuszt, ne követeljen többet a két új egyesült püspöktől, mint más galíciai és erdélyi görögkatolikus főpásztortól és ne tegyen semmi különbséget az egyesült görög és latin püspökök között. A királynő ezen nagy jelentőségű soraival döntő fordulatot hozott a magyarországi görögkatolikus egyház történelmében, emancipálta ezt az egyházat, megelőzve a hivatalos római egyházi gondolkodást.
Mindez oda vezetett, hogy 1777. április 8-án a Congregatio Consistorialis bizottsága újra összeült megtárgyalni a királynő kérését. Három fő probléma merült fel az alapításokkal szemben:
1. a görögök állhatatlansága;
2. a hívek csekély száma;
3. az egy egyházmegyében élő két vagy több eltérő rítusú püspökök tilalma.

Az első kérdésben úgy vélték, hogy az egyesültek állhatatlansága elsősorban akkor jelentkezik, ha az illető hívek a nem katolikus hitvallású uralkodók alattvalói, vagy olyan országokban élnek, ahol a kormány nem katolikus. A katolikus hitvallású uralkodók felügyelete esetén ritkán tapasztalható az egységtől való visszalépés. Azon kívül be kell számítani azt is, hogy két új püspök annak az esztergomi érseknek lesz szuffragáneusa, aki feladatul fogja kapni a hit tisztaságának felügyeletét, s ugyanez a bécsi apostoli nuncius kötelessége is lesz. Tehát a kettős ellenőrzési rendszer, azaz a kegyúri jog révén az állami, illetve a metropolitai és a nunciusi felügyelet révén az egyházi minden kétséget kizáróan ki tudja védeni az esetleges bizonytalanságokat.
A második kérdésben megállapították, hogy az alapítandó püspökségekben meglehetősen csekély a hívek száma, főként, ha a fogarasi egyházmegye 300 000 vagy a munkácsi egyházmegye 100 000 lelkével történik az összehasonlítás. De buzgó misszionáriusok működésének eredményeként megtérések ezreivel lehet számolni, így ez az akadály is elhárult.
A harmadik ponttal, azaz a tiltó kánoni normákkal kapcsolatban az Egyház álláspontja változatlan, mondták, s ennek a legvilágosabb megfogalmazása a III. Ince pápa alatti IV. Lateráni Zsinaton történt. Azonban a pápák többször is adtak felmentést ez alól. Már maga III. Ince pápa is engedélyezte Cipruson, ahol görögök és latinok egyaránt éltek, saját rítusú püspökök választását. X. Leó pápa „Accepimus” bullájában úgy rendelkezett, hogy a görög szertartású püspökök saját híveiket a latin rítusú püspököktől teljes függetlenségben vezessék és kormányozzák. S bár IV. Piusz pápa előbb visszaadta a latin püspököknek a joghatóságot, VIII. Kelemen pápa a hét lengyelországi rutén püspök katolikus egyházához való csatlakozásakor mégis nemcsak, hogy megbízta ezeket az egyházak vezetésével ott, ahol latin rítusú püspökök is voltak, hanem a metropolitának még széles körű lehetőséget is adott a püspökök megerősítésében.
A 18. századból két másik példa is adódott: az egyik Erdélyből, ahol XI. Kelemen pápa beleegyezett a görög rítusú püspökök megerősítésébe a latin szertartású egyházmegye területén, a másik a Magyar Királyságból, ahol XIV. Kelemen pápa megalapította a munkácsi görögkatolikus egyházmegyét az egri latin püspökség területén. Ezen példák kellő módon igazolják a királynő kérésének jogosságát. Így a végső szavazásnál egyhangú döntés született a két egyházmegye felállítása mellett. Mégpedig úgy, hogy a püspökök kinevező bullájában ne történjen említés az évenkénti nyilvános hitvallás letételének kötelezettségéről, hanem az esztergomi érsek és a bécsi apostoli nuncius kapjon megbízatást a görögkatolikus püspökök hite fölötti őrködésre.
Mindezeket mérlegelve 1777. június 6-án VI. Piusz pápa kiadta az „Indefessum Personarum” kezdetű bullát, másnap, június 17-én a „Charitas illa” kezdetűt, előbbivel a nagyváradi, utóbbival a körösi egyházmegye kánoni felállítását hirdetve ki. Ezzel véget ért a hosszú ideje óhajtott önálló görögkatolikus egyházszervezet kiépítése Magyarországon. Mária Terézia és az udvar pártfogásával a görögkatolikusok egyenjogúságot kaptak, s valójában ezzel szilárdult meg a görögkatolikus egyházmegye.

### Nagyváradi görög szertartású katolikus püspökök

#### Moise Dragoș
Moise Dragoș (magyarul: Drágossy Mózes, 1775-1785) váradi esperest Mária Terézia 1776. július 26-án nevezte ki nagyváradi görögkatolikus püspökké. A pápa „Apostoladus Officium” kezdetű bullájával prekanonizálta az új egyházmegye első püspökét.
A Nagyváradi római katolikus egyházmegye híveinek háromnegyede görög rítusú volt. Ezek a hívek az új egyházmegye felállítása révén saját egyházi szervezethez jutottak. Kispapjaik továbbra is a római katolikus szemináriumban végezték tanulmányaikat.
II. József megoldotta a püspök javadalmazását és felállította az öttagú káptalant 1781. február 16-án kelt diplomájával. 1784-ben át lett adva a püspöknek a belényesi uradalom több mint 139 000 kataszteri hold földbirtokkal, a legtöbb erdővel és hegyi legelővel, valamint a birtok minden tartozékával.
Drágossy Mózes püspök 1787. április 16-án meghalt. A királyt úgy tájékoztatták, hogy a magyarországi görögkatolikus román papok közt nincs alkalmas személy a püspöki székbe, ezért a király Mihail Savniczkyt, a lembergi Teológia rektorát nevezte ki püspöknek, aki nem beszélt románul. Ekkor a nagyváradi káptalan feliratot intézett a királyhoz, melyben hangsúlyozta azt a veszélyt mely az egyházmegyét érné, hiszen a püspök a román nép szokásait sem ismeri. Ennek a hatására a király visszavonta a kinevezést.

#### Darabanth Ignác
A király végül a balázsfalvi bazilita szerzetest, a fogarasi egyházmegye vikáriusát, Darabanth Ignácot (Ignatie Darabant, 1788-1805) nevezte ki 1778. április 8-án nagyváradi görögkatolikus püspöknek. A prekanonizáció után Ioan Bob püspök szentelte fel Balázsfalván.
II. Lipót a püspök kérésére minden papjának 150 forint államsegélyt biztosított és felállíttatta a hatodik kanonoki stallumot. A király a püspökségnek adományozta a jezsuiták nagyváradi kolostorát, melyben szemináriumot és kollégiumot alapított 1792-ben. Fenntartására 2697 forintot kapott a vallási alapból. Megkezdte a püspöki székesegyház építtetését, amelynek befejezésére 34 000 forintot hagyott, és amelyet Szent Miklós tiszteletére szenteltek fel 1803-ban.
Anyagilag és morálisan is támogatta az Erdélyi iskolát és annak vezéregyéniségeit: Samuel Micu Kleint, Gheorghe Șincait és Petru Maiort.

#### Vulkán Sámuel
Darabanth Ignác püspök utóda Vulkán Sámuel (Samuil Vulcan, 1806-1839) kanonok lett. I. Ferenc király nevezte ki püspökké 1806. október 25-én.
VII. Piusz pápa Pócsy Elek munkácsi püspök beleegyezésével 1823. június 3-án a szatmári főesperességet a Munkácsi Eparchiától a nagyváradihoz csatolta. Jelentős részén magyar hívek éltek. A nyíri esperesi kerület egyházközségeit 1827. augusztus 28-án visszacsatolták a munkácsi egyházmegyéhez, helyettük a váradi egyházmegye kilenc másikat kapott. Ezt az „Imposita personarum” kezdetű bullája szentesítette. Vulkán püspök 1829-ben ádáz harcot kezdett vívni, hogy a Munkácsi Görögkatolikus püspökség fennhatósága alól 72 román parókia visszatérhessen a nagyváradihoz.
1829-1830-ban támogatta az aradi román görögkeletieket, hogy a szerb püspök helyett román püspököt válasszanak. Az erdélyi román kultúra nagy támogatója volt: főleg a budai nyomdánál, de más helyeken is szorgalmazta a román nyelvű könyvek nyomtatását, köztük az Erdélyi Iskola által szerkesztett könyvekét is.
1828-ban megalapította a Belényesi Görögkatolikus Líceumot, melyben aztán több tízezer román fiatal tanulhatott. Ma az alapító püspök nevét viseli az intézmény. Ezt 1836-ra fő líceummá fejlesztette. Alapítványt hozott létre, és 75 000 forintot adományozott az iskola javára. Befejezte a Szent Miklós székesegyház felépítését, de az 1836. június 21-én teljesen leégett. Élete végén 178 parókia és több mint 120 000 hívő volt egyházmegyéjében. I. Ferenc király valóságos tanácsossá nevezte ki.

#### Erdélyi Vazul
Vulkán püspök halála után előbb Ioan Corneli, majd Radnóthy János káptalani helynökök voltak az ordináriusok. 1842. augusztus 2-án Erdélyi Vazult (Vasile Erdeli-Ardeleanu, 1843-1862) nevezte ki nagyváradi püspöknek V. Ferdinánd király, majd VI. Gergely pápa prekanonizálta 1843. január 30-án. Leményi János püspök a balázsfalvi székesegyházban 1843. június 11-én püspökké szentelte. Beiktatása  június 18-án volt.
Első teendője volt, hogy végigjárta a püspökségez tartozó parókiákat. Makóra 1844. június 4-én érkezett meg, szent liturgiát mutatott be, majd megvizsgálta a templom és parókia külső és belső állapotát. Erdélyi püspök volt az elnöke annak a bizottságnak, mely elkészítette a magyarországi és erdélyi román egyházi szervezet kifejlesztését, és felállította a román érseki tartományt és egyházmegyéket. A tűzvészben elpusztult székesegyházat felépíttette. Megalapította a Nagykárolyi Görög – Katolikus Vikariátust. Templomokat építtetett, és 50 templomot restauráltatott.1845-ben a balázsfalvi szeminárium néhány nacionalista szemléletű oláh tanára és papnövendéke fellázadt a ragyogó szellemű Leményi János püspök ellen. A kényes ügy kivizsgálására, Kopácsi József esztergomi érsek és V. Ferdinánd király, 1845. február 18-i keltezésű leiratában Erdélyi Vazult delegálta Balázsfalvára. A békétlenek ez ellen is tiltakoztak, királyi biztosi feladatának végrehajtásában megakadályozták és kiutasították Balázsfalváról. A királynak írt jelentésében leírta, hogy Leményi püspök papjaival és híveivel békében él, de a féktelen pártszövetség titkos gyűléseket rendez, az egyházi fegyelmet semmibe veszi, nem hallgat a királyi biztosra, de még az uralkodónak sem hajlandó engedelmeskedni. Miután az indulatok csendesedtek, 1846. január 27-én Gaganacz József eperjesi püspök az ügy kivizsgálását és lezárását sikeresen végrehajtotta. Mindebből kiderült, hogy a román elégedetlenkedők nem tartották Erdélyi Vazult számukra megfelelőnek. Legfőbb egyházpolitikai elve a vallási egyenlőség volt.
A szabadságharc idején a nagyváradi görögkatolikus papságnak túlnyomó része lojális magatartást tanúsított a magyar haza iránt, hívei közül sokan harcoltak a magyar hadseregben, mely részben Erdélyi püspök hazafias magatartásának is köszönhető. 1848-49-ben a szabadságharc idején Nagyvárad volt a magyar sereg fölszerelési raktára, hadfelszerelési tárgyak készítésének műhelye. A szabadságharc lánglelkű apostola: Kossuth Lajos 1848. június havában két napot időzött Váradon s az akkori görögkatolikus püspök Erdélyi Vazul palotájában volt megszállva.
Az 1848-1849 szabadságharc idején tanúsított magatartása miatt 1858-ban a király kinevezte valóságos titkos tanácsosnak és bárói címet adományozott neki. A nagyváradi görögkatolikus egyházmegyében az oktatás három lépcsőben történt. Elsődleges feladat a papnevelés volt. A kispapok nagy része tanulmányait Nagyváradon a római katolikus szemináriumban, néhányan Bécsben, a pesti központi, a nagyszombati érseki, és az ungvári püspöki szemináriumokban végezték. 1848 szeptemberére elkészült a szeminárium új épülete és új rendszer lépett érvénybe. A fentebb említett egyházmegyei belényesi gimnáziumban nyolc osztályos tanítás folyt, de igen nagy hangsúlyt helyeztek az elemi iskolai oktatás ügyére is. 1848-ban 100Ft körül mozgott a tanítói fizetés és hat kántortanítói ösztöndíjat alapítottak ugyanilyen összeggel.
A görögkatolikus iskolákban a reformkor idején még kezdetleges volt a tanítás és a tanítók műveltsége, ezért püspöksége kezdetétől a tanítás színvonalát kívánta emelni. A Csanád megyei népművelési bizottság elnöke, Nyéki Antal 1844-ben örömmel tapasztalta, hogy Vazul püspök mindent megtesz hazafiúi lelkesedésében, a magyarosodás és tanítás ügyének előmozdítása érdekében. 1847-ben a nagyváradi szeminárium keretén belül tanítóképzőt hozott létre, ahol szegény sorsú, de jó tanuló fiataloknak a felvételét segítette elő. Legfőbb egyházpolitikai elve a vallási egyenlőség volt.
Ezekkel az intézkedésekkel igyekezett az egyházmegye korszerűsíteni oktatását és felzárkózni a többi felekezethez. 1848. június elején Pák János kanonok, tanügyi igazgató rendeletbe adta, hogy az elemi tanodákban minden nap a helyi lelkészek kateketizáljanak, és a gyerekek misét hallgassanak, vasár és ünnepnap délután a vecsernye előtt fél órával első harangszóra az iskolások mellett a felserdültek, mesterlegények, inasok, hajadonleányok a meghívott szülők jelenlétében vallásoktatást nyerjenek.
1849. március 4-én bevezetteti, a Belényesi 8 osztályos fiú Líceumba a román nyelvet a latin helyett. Támogatott értékes, nagy kaliberű papokat, mint Iosif Pop Sălăjanult, aki utódja lett a püspöki székben és Alexandru Roman (1826-1897), professzort, publicista- akadémikust.
1849-ben új tankerületi igazgató vette át az oktatás irányítását Papp Szilágyi József kanonok, aki Erdélyi püspök utódja lett. Szorgalmazta a tankönyvek jegyzékének elkészítését, a tanítói vizsgák meghirdetését, az új tanrend bevezetését 1/ Betűzés, olvasás ;2/ Helyes és szépírás; 3/ Számtan; 4/ Földleírás ; 5/ Katekizmus;6/ Ó és Újszövetség történet;7/ magyar és népnyelvszabályos tudománya; 8/ Neveléstan; 9/ Népszerű természettan; 10/Gazdászat, ökonómia és műtan technológia; 11/Teremtéstörténet; 12/Barmászat; 13/Egészségtan, rögtönesetek; 14/Polgári jogok, honi törvények. Felhívta a figyelmet népadakozásból iskolai alapítványok létesítésére.
Az 1848-1849-es szabadságharc idején tanúsított magatartása miatt 1858-ban a király kinevezte valóságos titkos tanácsosnak és bárói címet adományozott neki.
1850 januárjában Erdélyi nagyváradi görögkatolikus román püspök terjesztett fel a magyarországi románság nevében egy kérvényt. Ebben azt kérte, hogy a románság szerveztessék egységes nemzeti területté. E nemzeti területnek, hasonlóan a szerb vajdához és a horvát bánhoz, Balázsfalva székhellyel legyen egy külön prefektje, vagy kormányzója. 1850–ben megszerkeszti a "Țara Românilor/Románok országa "tervezetet, a Román Fejedelemségről a Monarchián belül, elismerve a királyt, mint Nagy Román Fejedelmet. Az ő kormányzása idején a Nagyváradi Görögkatolikus Püspökség átkerült az Esztergomi Főegyházmegye joghatósága alól a Fogarasi Görögkatolikus Érseki Főegyházmegye alá. Az 1862-1863 tanév támogatásával kezdetét veszi a román tanszék a budapesti egyetemen.Végrendeletében 42 000Ft hagyott az egyházmegyére.
1862. március 27-én halt meg.

#### Iosif Pop-Sălăjanul-Silaghi de Băsești (1863-1873) okiratokban: Illésfalvi Papp Szilágyi
1813. április 13-án született Értarcsán. Bécsben végezte el a teológiát. Felszentelése után a nagyváradi egyházmegyei központban teljesített szolgálatot. 1850-ben, pedig mint székesegyházi-kanonok főtanfelügyelő lett. Támogatta a román tanítás és kultúra fejlesztését.
Népiskolákat építtetett, 1852-ben megalapította a nagyváradi román ifjúsági olvasótársulatot. A leégett katedrális tornyának felépítését befejezte. Az 1847-48-as országgyűlésben a káptalant képviselte, részt vett a politikában is. I. Ferenc József király 1854-ben Ferenc József-rend kiskeresztjével, 1857-ben apáttá nevezte ki. 1862. november 1-jén nevezte ki nagyváradi püspöknek. 1863. május 3-án a balázsfalvi katedrálisban szentelte püspökké Sterca Sulutiu érsek.
Papp Szilágyi püspök élesen szembefordult a magyar liturgikus nyelv bevezetésére való törekvésekkel egyházfegyelmi okokra hivatkozva.
1867-ben részt vett a Péter és Pál apostolok jubileumi ünnepségen ahol IX. Pius pápa kinevezte pápai trónállónak.
Részt vett az Első vatikáni zsinaton nagy szerepet vállalva annak jó lebonyolításában. A magyar püspöki kar véleményével ellentétben – a tévedthetetleség dogmája mellett foglalt állást Jekelfalussy Vince székesfehérvári püspökkel együtt.
Jelentős tudományos és irodalmi tevékenységet folytatott. 1860-ban jelent meg fő műve Nagyváradon: "Enchiridion juris Ecclesiae orienthalis catholicae" címen. Cikkei a „Religio” és „Nevelés” folyóiratokban jelentek meg. Több mint 100000 forintot hagyott végrendeletében az egyházmegye céljaira.
1873. augusztus 5-én halt meg Nagyváradon.

#### Ioan Olteanu (1873-1877) okiratokban: Olteanu Szityestén
1839. december 25-én született Krassó–Szörény megyében. Teológiai tanulmányait Bécsben végezte, mint a lugoji egyházmegye papnövendéke. 1860-ban hazatért Lugojra és kinevezték püspöki titkárnak, majd pápai prelátusnak. Ferenc József király 1870. január 25-én már lugoji kinevezett püspök -IX. Pius pápa október 15-én prekanonizálta. Nagyváradon szentelte püspökké december 8-án Papp Szilágyi püspök.
Elődje Dobra püspök bérelt lakásában lakott Lugojon. A magyar vallásalaptól 45 000 forintot kapott, melyből püspöki rezidenciát és 9 hold földet vett. A lugosi egyházmegyében nagy paphiány volt. Rövidített teológiai tanfolyamot szervezett, és az itt végzett moralistákkal töltötte be az üres parochiákat. Négy egyházközségben építtetett templomot. A fiatal püspök mindenkit megnyert és lebilincselt előzékenységével és udvariasságával. Erélyesen fellépett a lugoji egyházmegyében a szélsőséges román nacionalistákkal szemben. Irodalmi művei közül legfontosabbak: Gheorghe Sincai élettörténete és A Román Irodalom Története.
A király 1873. szeptember 16-án kinevezte nagyváradi püspöknek. Beiktatása 1874. január 24-én volt. A nagyváradi egyházmegye szegény sorsú papjait segélyezte, anyagilag támogatta parochiák építését. A belényesi görögkatolikus gimnázium tanári fizetéseit saját jövedelméből felemelte.
1877. június 3-án megkapta Ferenc József – rend nagy keresztjét az egyházmegye centenáriumának ünnepén. Miután nagyváradi görög szertartású püspök lett restauráltatta, a Belényesi Líceumot és még egy szárnnyal, kibővítette a nagyváradi Püspöki palotát. Nagyon fiatalon mindössze 38 évesen halt meg Nagyváradon 1877. november 29-én.

#### Mihail Pavel (1879-1902) okiratokban Peterityei Pável Mihály
1827. szeptember 6-án született a Szatmár megyei Lénárdfalván, elszegényedett nemesi családból. Érettségi után a munkácsi egyházmegye papnövendéke lett. Bécsben kezdte meg teológiai tanulmányait, de az 1848-ban kitört forradalom miatt Ungváron kellett folytatni azt. Szatmáron fejezte be tanulmányait. 1852-ben szentelték pappá, majd az ungvári szentszék jegyzője lett. Nemsokára ő lett a máramarosi Apsa paróchusa
Ioan Alexi püspök, a Szamosújvári új egyházmegye első püspöke szlatinai paróchusnak és máramarosi külhelynöknek nevezte ki.
Ferenc József 1872. szeptember 11-én kinevezte szamosújvári püspöknek, melyet IX. Piusz pápa prekanonizált 1872. december 23-án. Vancea metropolita szentelte püspökké 1873. január 26-án a balázsfalvi katedrálisban.
Pável püspök sem kormányzott sokáig, mert a király 1879. január 29-én kinevezte nagyváradi püspöknek.
Több mint 2 millió forintot fordított a nagyváradi egyházmegye intézményeire. Felújíttatta a katedrálist, a belényesi templomot és 5 új kanonoki lakást építtetett. Megnagyobbíttatta a belényesi Pável Kollégiumot, ahol el tudtak szállásolni több mint 400 diákot, melyből 74 teljesen ingyen a többi pedig jutányos feltételek mellett kapott teljes ellátást. (1887). Leány líceumot építtetett, Belényesben (1896), ahol ösztöndíjat alapított 120 szegény sorsú leánynak. Be kellett vezettesse a magyar nyelvet környezte nyomására a "Samuil Vulcan" Belényes/ Beiuș-i Líceumba, az 1884-es incidenst követően hogy elkerülje annak bezárását. A budapesti Ferenc József intézetben 48000 forintos alapítványt tett és vállalta, hogy fedezi egy román tanuló neveltetési költségét. Az egyházmegye papjainak segélyezésére alapítványt hozott létre, valamint Nagyvárad fejlesztésére is bőkezűen adakozott. Ezért Nagyváradon a püspöki palota melletti utcát róla nevezték el. Ma is ez az utca neve.
1882. november 7-12 között megtartotta a nagyváradi egyházmegye zsinatát, és ezen kihirdették az 1872-ben tartott első tartományi zsinat határozatait, melyet az Apostoli Szentszék is 1881-ben jóváhagyott.
1888. április 17-én XIII. Leó pápa érdemeinek elismeréséül kinevezi római grófnak és pápai trónállónak.1890. november 26-án Ferenc József király pedig valóságos belső titkos tanácsosnak nevezte ki, és kitüntette Ferenc József, valamint vaskorona-renddel is. Az ő püspöksége idején a püspöki udvarban erősödött a román nacionalizmus ezért Pituk Béla paróchus lemondott, akit Pável püspök előbb Berzovára majd Galsára nevezett ki segédlelkésznek. Pituk kápláni munkája mellett Aradon tanítói oklevelet is szerzett, és tanítóként is működött. Sikereket ért el a magyar nyelv tanításában és ezért a megye jutalomban részesítette. A váradi egyházmegye pedig 37 évesen nyugdíjaztatta. Ekkor Pituk Béla röpiratot adott ki. Hazaárulók. Országunk kellős közepén a jelen korunkban eloláhosított 24000 tősgyökeres magyarjainkról.Leleplezések a nagyváradi görögkatolikus oláh egyházmegyéből./Arad-1893/ Ez a röpirat országszerte nagy feltűnést keltett. Napilapok megírták, az országgyűlésen is szóba hozták. Hatalmas tüntetést szerveztek Pável püspök ellen Nagyváradon, melyet csak a katonaság tudott lecsendesíteni. A püspök Pituk Bélát felfüggesztette és még a nyugdíját is megvonta. Ekkor Pitukot Arad város megválasztotta tanítójává, de 1897-ben 42 évesen meghalt. Nagy temetése volt melyet Schlauch Lőrincz bíboros, nagyváradi latin szertartású püspök végzett. Pituk csak abban tévedett, hogy 24000 magyar hívőt eloláhosítottak, viszont abban nem, hogy a román papok a román liturgikus nyelvet eloláhosításra használták.
Az 1900. évi népszámláláskor 25317 görög szertartású hívő vallotta magát magyarnak. Ha a püspöki udvarban fel is merült a magyar hívek elrománosításának szándéka, ez járt sikerrel.Támogatta a ”Memorandumot", mely után el kellett hagynia nagyváradi otthonát, ugyanúgy, mint 1892-ben Ion Rațiu is torda/turda-i lakását. Mihai Pavel igazi mecénás volt. A román kultúrát támogatta több mint 4000000 arany forinttal.
1902. június 1-jén Slatinán halt meg Pável püspök. Halála után Augustin Lauran vikárius vette át a kormányzást.

#### Augustin Lauran vikárius (1841-1912)
Augustin Lauran 1841. december 5-én született Petén, teológiát Rómában tanult ahol filozófiából le is doktorált. 1879-ben a nagyváradi tanítóképző igazgatója és kanonok, 1896-ban vikárius és 1900-ban pápai prelátus lett. Számos magyar és román nyelvű folyóirat munkatársa volt.
Önálló munkái jelentek meg Nagyváradon: Katekizmus (1878) Népnevelés (1879), Korszerű egyházpolitikai kérdések (1887), Egyházpolitikai helyzetünk (1889) Mivé lett a katolikus Magyarország (1890).
1903 májusában adta át a kormányzást Demetriu Radu lugoji püspöknek.
Augustin Lauran 1912. december 16-án halt meg Nagyváradon.
A nagyváradi görögkatolikus Szt. Miklós Székesegyházban 2007-ben újratemmették.

### Trianon és az elszakadt egyházmegye

#### Demetriu Radu (1903-1920)

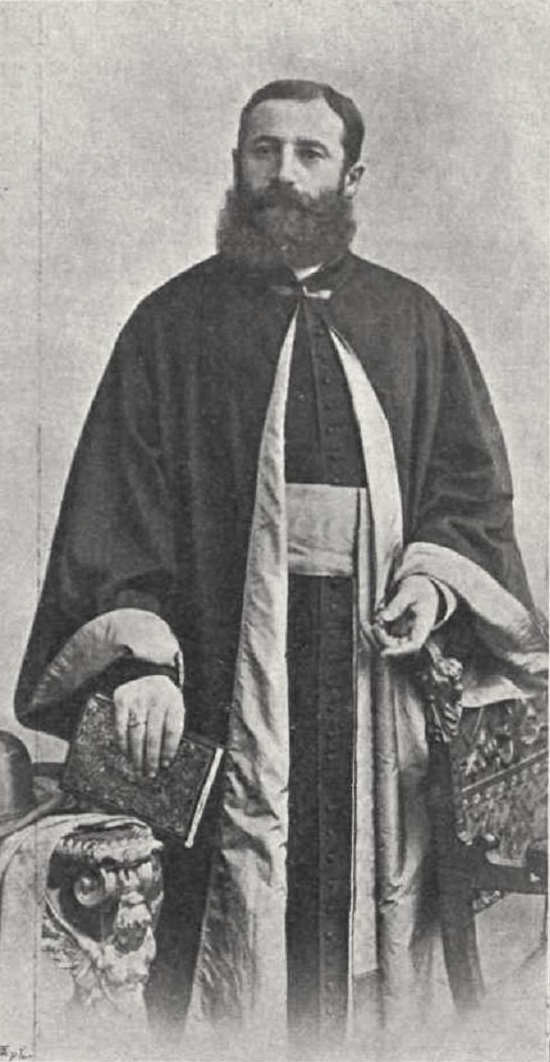
Demetriu Radu

1861. november 7-én született az Alsó-Fehér vármegyei Szászújfaluban.
Rómában végezete a teológiát , ahol bölcseleti és teológiai doktorátust szerzett. 1885-ben szentelte pappá Rómában XIII. Leó pápa.
Hazatérése után a balázsfalvi érseki irodába került. Palma bukaresti érsek kinevezte a latin szertartású teológia dogmatika és filozófia tanárává, a Szt. József dóm hitszónokává és a bukaresti érsekség ökonómusává. Előzőleg lelkipásztor gazdag bukaresti tapasztalattal 1886-1897-ig. 1895-ben visszatért Magyarországra. 1896-ban I. Ferenc József király kinevezte lugoji püspöknek, melyet XIII. Leó pápa december 3-án megerősített. 1897. május 9-én szentelte föl a balázsfalvi székesegyházban Mihályi Viktor metropolita. Radu püspök megszervezte az egyházmegye központi pénztárát. Rezidenciája közelében házakat vásárolta kollégium számára. Kérésére a vallás és közoktatási miniszter 41000 koronát utalt át az egyházmegyéjének, restauráltatta a Mihályi püspök által vásárolt házakat és egybeépítette azokat a rezidenciájával. Öt új templomot, 29 iskolát 19 paróchiát építtetett és 9-et, pedig restauráltatott. Nicolae Nestor vikárius kérésére restauráltatta a prislopi monostort a görögkatolikusok kedvelt búcsújáróhelyét. Nagy ünnepséget tartott a lugoji egyházmegye fennállásának bicentenáriuma alkalmából 1900. október 8-án és 9-én.X. Pius pápa 1903-ban nevezte ki nagyváradi püspöknek. Megépíttette a Nagyváradi Püspöki Palotát ifj. Rimanóczy. – 1905 tervei alapján, majd a belényesi / beiuș-i, holodi és biharfüredi /stâna de valei villákat. Ő kérte Rómában, 1912-ben a Cristi Fideles (1912) pápai bulla revideálását a Hajdúdorogi Görögkatolikus Püspökség alapításával kapcsolatban. 1914-ben kezdi el a Teológiai Akadémia építtetését, melyet csak az első világháború után tudtak befejezni. Egyházkormányzatában szélsőségesen nacionalista irányt képviselt. Teológusoknak csak olyanokat vett fel, akik románoknak vallották magukat, azok a magyarok, akik az egyházmegye papnövendékei akartak lenni kénytelenek voltak megtagadni magyarságukat.
Florian Stan spirituális is elismerte elismerte, hogy amikor arról írt, hogy a teológusok egy része alig tud románul, mert rosszul választották meg szüleiket. Ez a gondolkodás elkíséri Romániát a román nemzeti öntudat kialakulásáig, a romániai magyarellenességig egészen a XX. század végéig is. Az 1909. évi sematizmus szerint 200 papjából 70-nek magyar neve volt, de az 1900. évi népszámláláskor egy pap sem merte magát magyarnak vallani, jóllehet többen nem is tudtak románul.
1918 decemberében Ioan Papp aradi ortodox püspökkel és Gheorghe Pop de Băsești politikussal, részt vettek Adunarea Națională de la Alba Iulia/Gyulafehérvári Nagy Nemzetgyűlésen ahol bejelentették Erdély egyesülését Romániával. A püspökségén még vendégül látta a román királyi családot 1919. május 23-án tett nagyváradi látogatásán.
1919. május 10-én Valfré di Bonzo, bécsi nuncius Radu püspököt kinevezte a Hajdúdorogi Egyházmegye apostoli delegátusává. Csegöldön magyarul prédikált, mert tudta, hogy a hívek nem beszélnek románul. Ilie Stan kanonokot, aki makói születésű volt úgy tájékoztatta, hogy Makó is véglegesen visszakerült a nagyváradi egyházmegyéhez. Biztosította őket, hogy az oltárnyelv lesz román és ószláv a többi szertartásé és éneké, pedig maradhat a magyar. Püspököt a román szenátus tagjává választották, és ez okozta vesztét.
A püspököt 1920. december 8-án meggyilkolták a Román Szenátus ellen végrehajtott bolsevista támadáskor, amelynek kitervelője a kommunista Goldstein volt. Nemzeti gyász volt és a nagy temetési szertartásról a világsajtó is beszámolt.Koporsóját először a nagyváradi 
Myrai Szent Miklós katedrálisban ravatalozták fel, majd 1921. június 16-án helyezték véglegesen  a boldog feltámadás reményében az általa építtetett Szászújfalu-i görögkatolikus templom kriptájába. A falu mai neve Rădești és a templomot az ortodox egyház nem szolgáltatta vissza jogos tulajdonosának a görögkatolikus egyháznak.

### Trianon után
A trianoni békekötés után a görögkatolikusok 92, 2%-a az utódállamokhoz került. 1910-ben 2 025 508 görögkatolikus élt az országban, 1920-ban viszont mindössze 175 000. Létszámuk az összlakossághoz képest 9,81%-ról 2,2%-ra csökkent. Csehszlovákiához került az Eperjesi és a Munkácsi, Jugoszláviához a Kőrösi Egyházmegye, Romániához a Gyulafehérvár-Fogarasi Érseki Tartomány. A Hajdúdorogi Egyházmegyéből 4 bodrogközi paróchia (Bodrogmező, Bodrogszerdahely, Kisdobra és Zemplén) Csehszlovákiához került, 75 pedig román uralom alá jutott. Ezek közül 68 eredetileg a román érseki tartományhoz, 7 pedig a Munkácsi Egyházmegyéhez tartozott (Kökényesd, Nagypeleske, Sárközújlak, Nagykároly II. Szárazberek, Szatmárnémeti és Túrterebes).
Magyarországon maradt 82 hajdúdorogi, 20 eperjesi, 1 munkácsi (Rudabányácska), 1 nagyváradi (Bedő) és 1 lugosi (Battonya) egyházmegyés paróchia. A trianoni béke után a gyulafehérvár-fogarasi érsek és a nagyváradi püspök egy ideig még, mint apostoli delegátusok kormányozták a Romániához csatolt 75 hajdúdorogi egyházmegyés paróchia közül 67 egyházközséget. Hét parókia, mely 1912 előtt a munkácsi püspökséghez tartozott, valamint a nagyváradi ún. "rutén" parókia a hajdúdorogi püspök joghatósága alatt maradt 1922. március 7-ig. Ekkor Francesco Marnuggi bukaresti nuncius, a munkácsi és a stanislaui egyházmegyék román uralom alá került egyházközségeiből apostoli kormányzóságot létesített, melynek apostoli adminisztrátora Zlepkó Kelemen rutén lelkész lett, aki a bukovinai Siretben székelt. Az új exarchátus joghatósága alá került az említett 8 hajdúdorogi egyházmegyés parókia is. Erről az intézkedésről a Keleti Kongregáció és Zlepkó Kelemen egyaránt értesítette Miklósy püspököt. A püspök válaszában a döntést tudomásul vette, de nyomatékosan hangoztatta, hogy e nyolc egyházközség hívei nem rutének, hanem magyarok. Zlepkó a joghatósága alá került munkácsi és hajdúdorogi egyházmegyés paróchiák számára Szabó Endre máramarosszigeti püspöki külhelynököt vikáriussá nevezte ki. A Hajdúdorogi Egyházmegyéhez csatolt négy szamosújvári egyházmegyés paróchiát Róma 1922. május 15-én visszahelyezte a szamosújvári püspök joghatósága alá.
A Romániához csatolt hajdúdorogi egyházmegyés paróchiák sorsának végleges rendezésére a Romániával kötött konkordátum után került sor. A konkordátum 1927. május 10-én jött létre. Ennek alapján XI. Pius pápa 1930. július 5-én kiadta a “Sollemni conventioni” kezdetű apostoli konstitúciót, melynek a Hajdúdorogi Egyházmegyét is érintő intézkedései a következők: A Szentszék Nagybánya székhellyel felállítja a máramarosi görögkatolikus püspökséget. Ehhez csatolja a sireti apostoli kormányzó 8, a szamosújvári püspök 4, és a nagyváradi püspök 6 hajdúdorogi egyházmegyés paróchiáját (Nagykolcs, Csengerbagos, Óvári, Pete, Szamosdob és Vetés). A Hajdúdorogi Egyházmegye 35 székelyföldi és 22 eredetileg nagyváradi egyházmegyés román területen lévő paróchiáit visszarendelte az anyaegyházmegyék joghatósága alá.
A Szentszék ezeken az intézkedéseken akkor sem változtatott, amikor ezek a paróchiák a második bécsi döntés értelmében – három kivételével – néhány évre (1940-1944) visszakerültek Magyarországhoz.
A román hadsereg 1920 tavaszán elvonulása után a Nagyváradi Egyházmegyéből átcsatolt paróchiák közül 15 hazánk területén maradt: Álmosd, Bagamér, Csegöld, Csengerújfalu, Hosszúpályi, Kokad, Makó, Nagyléta I., Nagyléta II., Nyíracsád, Nyíradony, Nyírábrány, Pocsaj, Porcsalma, Vértes. Miklósy püspök 1920. április 19-én a Szentszékhez fordult, kérve, hogy a Magyarország területén maradt, valamint az országhoz ezután visszakerülő, hajdúdorogi egyházmegyés paróchiákat rendelje újra joghatósága alá. A püspök azonban Róma válaszát nem várta meg, hanem Csernoch János bíboros prímásnak 1920. április 11-én és június 18-án kelt levelei alapján e paróchiák kormányzását újra átvette. Úgy tűnik, hogy Róma is határkiigazítást várt, mert válasza Miklósy püspök felterjesztésére – a prímás sürgetése ellenére is – csak 15 év múlva érkezett meg. Angello Rotta budapesti pápai nuncius, a Keleti Kongregáció felhatalmazása alapján 1935. július 17-én kelt dekrétumot adott ki. A hajdúdorogi püspök törvényes joghatóságot gyakorol azon paróchiák felett, melyek 1919. május 10-én ideiglenesen a nagyváradi püspök joghatósága alá kerültek, de Magyarország területén maradtak. A Szentszék Bedőt és Battonyát a Hajdúdorogi Egyházmegyéhez csatolja. E két egyházközség felett csaknem másfél évtizeden át dr. Siegescu Josif pápai prelátus, budapesti egyetemi tanár gyakorolt joghatóságot. Az Eperjesi és Munkácsi Egyházmegye Magyarországon maradt paróchiáiból a Szentszék megszervezte a Miskolci Apostoli Exarchátust. Még tragikusabb veszteségek érték a görögkatolikus magyarságot azokon az egykori hajdúdorogi egyházmegyés paróchiákon, melyeket a második bécsi döntés (1940. augusztus 30.) csatolt vissza Magyarországhoz. A Szentszék ugyanis ezeket az egyházközségeket a román egyházmegyék kötelékében hagyta. Ekkor a kelet-magyarországi és erdélyi görögkatolikus magyarok ezrével tértek át latin szertartásra, vagy református vallásra. Példájukat igen sok olyan görögkatolikus is követte, akik a trianoni Magyarország területéről áthelyezés folytán kerültek e területre. Erdélyben, helyszínen végzett felmérések során kiderült, hogy több mint húsz magyar paróchia hívei, szinte valamennyien elhagyták a görög szertartást, de a többi magyar egyházközség is csaknem mind elnéptelenedett. Ennek a szertartásváltoztatási hullámnak azonban nemcsak a magyar közvélemény előítélete volt a kiváltó oka, hanem a román görögkatolikus egyház magatartása is. A román egyházi és állami kimutatások görögkatolikus magyarok létezését egyáltalán nem ismerték el, jóllehet e területen Trianon előtt 84. 000 görögkatolikus magyar élt.
A román görögkatolikus egyház a nacionalizmus úttörőjének bizonyult; a magyar egyházközségekbe magyarul alig tudó papokat küldtek, a magyar liturgikus nyelvet egyáltalán nem engedélyezték, csak a prédikációt lehetett a nép nyelvén mondani. Mindemellett a két háború között erőszakos térítések is történtek. Például Gyergyószentmiklóson névelemzés alapján 27 embert minden tiltakozásuk ellenére a római katolikus egyházból a görögkatolikus egyházba tettek át. Ilyen alapon nemcsak római katolikusokat, hanem protestánsokat is átvittek a román görögkatolikus, vagy ortodox egyházba. A térítések eredményeképpen a Hajdúdorogi Egyházmegyéhez csatolt székelyföldi egyházközségekben a hívek száma 1920-1940 között erősen megnövekedett. Így például az egyházmegye alapításakor Homoródalmáson 344 hívő élt, 1929-ben 672; Szenterzsébeten 15-ről 157-re, Marosvásárhelyen 2248-ról 5419-re, Abásfalván 46-ról 76-ra nőtt a görögkatolikus hívek száma. Számos községben, ahol csupán néhány tucat görögkatolikus hívő élt, állami segítséggel görögkatolikus templom épült. A görögkatolikus egyház bőségesen részesült magányosoktól és a református magyar egyháztól kisajátított földekből. Így például a vagoni református egyház 424 hold földjét a görögkatolikus egyház kapta meg. Mindezek és más események, így például a román görögkatolikus főpásztorok megnyilatkozásai lényegében érthetővé teszik, hogy az erdélyi görögkatolikus magyarok zöme elhagyta a görögkatolikus szertartást.
E szertartásváltozások túlnyomó többsége az egyházi törvények megsértésével történt, tehát egyházjogi szempontból érvénytelen volt. XI. Pius pápa 1928. december 6-án felhatalmazást adott a pápai nunciusoknak és legátusoknak a rítusváltoztatás engedélyezésére. E felhatalmazást az erdélyi tömeges szertartásváltoztatás megindulása után, 1940. november 23-án visszavonta, s annak engedélyezését újra önmagának tartotta fenn. Dudás püspök 1941 júliusában hosszabb időt töltött Rómában, ahol sürgette a visszatért paróchiáknak az egyházmegyéhez való visszacsatolását. Tárgyalásokat folytatott e kérdésről XII. Pius pápával és a Keleti Kongregáció vezetőivel. Ígéretet kapott, hogy a Szentszék teljesen pártatlanul, s az igazságnak minden tekintetében megfelelően igyekszik megoldani e nehéz kérdést. A nehézséget az okozta, hogy a román püspökök – bár ők is tapasztalták, hogy a hívek ezrével hagyták el a görög szertartást – hevesen ellenezték e paróchiáknak a hajdúdorogi püspök joghatósága alá való visszarendelését. Valószínűnek látszott, hogy a Szentszék a Hajdúdorogi Egyházmegye határainak helyreállításával várni akar a világháború befejezéséig. Ezért oly gondolat is felmerült, hogy addig is, míg a paróchiák visszakerülnek a Hajdúdorogi Egyházmegyéhez, sürgősen gondoskodni kell arról, hogy az erdélyi és kelet-magyarországi magyar görögkatolikusok mindenütt magyar szentbeszédet, istentiszteletet, magyar hitoktatást kapjanak.
A Szentszék Severio Ritter érseket, volt prágai nunciust, 1942. augusztus első napjaiban apostoli vizitátori minőségben Magyarországra küldte, hogy a román püspökségek joghatósága alatt lévő hajdúdorogi egyházmegyés paróchiák sorsáról, azok visszacsatolásának kereteiről a helyszínen szerezzen adatokat és információkat. Az apostoli vizitátor látogatást tett Marosvásárhelyen, Kolozsváron, Nagyváradon, Nagybányán, Szatmárnémetiben, Nyíregyházán és Máriapócson.(24) Azonban e paróchiák ügyében semmiféle intézkedés nem történt. A világháború után Erdélyből visszatértek a trianoni Magyarországról odahelyezett állami tisztviselők, katonatisztek, jegyzők stb., de aki közülük ott szertartást változtatott, már nem tért vissza görög szertartásra.Radu püspököt a román szenátus tagjává választották, és ez okozta vesztét.A püspököt 1920. december 8-án meggyilkolták a Román Szenátus ellen végrehajtott bolsevista támadáskor, amelynek kitervelője a kommunista Goldstein volt. Nemzeti gyász volt és  nagy temetési szertartást tartottak.
Az 1922-ben kinevezett Valeriu Traian Frențiu püspök fejezte be 1922–1924 között a nagyváradi Teológiai Akadémia építtetését. 1924-ben megalapította a nagyváradi Vestitorul (Hírnök) újságot. Egyházmegyéjében letelepítette a ferences, asszumpcionista és az Iskola Testvérek rendek tagjait. Több teológiai tankönyvet is kiadott. Saját költségén 14 templomot építtetett, és további húsznak az építését támogatta. Nagyváradon felépült a katonai templom és a püspökség vendégháza. Több általános és szakmunkás iskolát is építtetett. A kulturális épületeket Brincovean építészeti stílussal gazdagította. 1934-ben joghatósága alá kerültek a Hajdúdorogi egyházmegye Romániához csatolt parókiái.
A második bécsi döntés után Észak-Erdélyt visszacsatolták Magyarországhoz. Frențiu püspök szót emelt ez ellen, ezért el kellett hagynia az országot; 1941 és 1947 között Iuliu Hossu kolozsvár-szamosújvári püspök vezette az egyházmegyét apostoli adminisztrátorként, amikor is elődje visszatért.

### A görögkatolikus egyház üldözése
1948-ban a román görögkatolikus egyházat betiltották, templomait a román ortodox egyháznak adták, és a püspököket is megpróbálták rábírni az áttérésre. szeptember 17-én Frențiu püspököt a többi katolikus püspökhöz hasonlóan a kultuszminisztérium értesítette, hogy a továbbiakban nincs joga képviselni az egyházmegyét. Október 28-án letartóztatták, és az öt másik görögkatolikus püspökkel együtt elhurcolták. 1950-től számos más román és magyar értelmiségivel és egyházi vezetővel együtt politikai fogolyként tartották fogva a máramarosszigeti börtönben, és ott is hunyt el 1952-ben a megpróbáltatások következtében.
A nagyváradi püspökséget 1949. július 28-ig Augustin Maghiar káptalani helynök vezette, mindaddig, míg Iuliu Hirțe-t titokban püspökké nem szentelte Patrick O'Hara érsek, bukaresti nuncius. 1952-ben letartóztatták Hirte-t, ekkor átadta az egyházmegye vezetését az egyházmegye papjának, Augustin Egreanunak. Iuliu Hirțe 1978-ban halt meg, nagyváradi Rulikowski temetőben várta a boldog feltámadást. Azóta exumálták a többi ordináriussal a Nagyváradi Szt Miklós görögkatolikus székesegyház kriptájába  lettek újratemetve. Az egyházmegye adminisztrátora később Coriolan Tămâian kanonok lett, aki 1989 tavaszán halt meg. Az ő idejében a nagyváradi latin szertartású ordinárius, Dászkál István a nagyváradi kapucinus templomban román nyelvű szent liturgiát mutatott be a román ajkú görög és római hívek részére. Örömmel engedélyezte Hossu Vazul görögkatolikus papnak, hogy kateketikát oktasson a sekrestyében. Rómában megszerezte a görög rítusú papok számára a birituális engedélyt, így a görög klérus elkezdhedte lassan pasztorálni saját megmaradt híveit, akik házaknál gyűltek össze, valamint a latin szertartású plébániákon kapcsolódtak be a katolikus egyház életébe. Szintén említést érdemel Budai Márton premontrei kanonok-prépost neve is, aki fáradhatatlanul munkálkodott a görög és örmény rítusú hívek pasztorációjában. A földalatti egyház a latin egyházzal karöltve pasztorálta megmaradt görög rítusú híveit. A katolikus egyház megmutatta egyetemességét és a hajdani román–magyar sérelmek e pár évtizedben elfelejtődtek. Testvéri jobbot nyújtott nyugat keletnek és Jézus Krisztus evangéliumát így hirdették.

### A rendszerváltás után
Vasile Hossu (1990-1997) püspököt 1948-ban szentelte pappá Frențiu püspök. 1948-tól, civil munkát vállalt,  román-francia nyelvtanárként  működött 1976-ban történt tanári nyugdíjazásáig. 1990-ben az új romániai püspöki kar tagja. 1990 márciusában szentelték püspökké a nagybányai sportstadionban.[forrás?]
Kinevezése után elkezdte újraalapítani struktúrájában a parókiákat, az esperesi kerületeket, az iskolákat és a szemináriumot. Megépítette a nagyváradi olaszi temetőben a „Maica Domnului” Istenszülőről elnevezett katedrálist, mivel a Szent Miklós-katedrálist az ortodoxoktól nem kapta vissza. Ezt kanadai forrásokból tudta finanszírozni, Radu Roscanu Montreal-Quebec-i helynök segítségével. Magyarországról a teljes tetőfedést Keresztes Szilárd hajdúdorogi megyés püspök finanszírozta. 1994 őszén szentelte fel Hosszú Vazul, Keresztes Szilárd hajdúdorogi megyés püspök, a bécsi és amerikai vikáriusokkal együtt. Hossu püspök 1990-ben 11 papot szentelt, többek között Radu Roscanu protosincellust is, akit a torontói érsek jóváhagyásával megbízott három román egyházközség alapításával és pasztorálásával. Ezt intézte 1995-ben tett kanadai látogatásán. Hossu püspök sok idegességnek volt kitéve élete utolsó éveiben, nagy felelősség hárult rá, de Jézus hűséges szolgájaként nagyon sokat fáradozott a nagyváradi görögkatolikus egyházmegye újraszervezéséért. Szerették egyszerűségéért, szolgálatkészségéért és alázatosságáért a nagyváradi magyarok és román ortodoxok is. Temetése Nagyváradon volt 1997-ben az általa építtetett, Olaszi temető melletti görögkatolikus templom előtti téren majd holttestét a templom melletti kertsírban helyezték el..
A Szent Miklós-székesegyházat 2005. november 15-én szolgáltatta vissza a román ortodox egyház. 2007-ben kívánsága szerint ide temették újra Vasile Hossu püspököt illetve a kriptába helyezték el az Olaszi  és Rulikowsky temetőből exumált föpapok földi maradványait is. A Nagyváradi görögkatolikus püspöki palota 2018. augusztus 25-én kigyulladt, az épület nagy része kiégett.

## Szomszédos egyházmegyék
- Hajdúdorogi főegyházmegye (északnyugat)
- Nyíregyházi egyházmegye (észak)
- Máramarosi görögkatolikus egyházmegye (északkelet)
- Kolozsvár-Szamosújvári görögkatolikus egyházmegye (kelet)
- Lugosi görögkatolikus egyházmegye (dél)
- Szeged-Csanádi egyházmegye